# Municipio de Esbon
El municipio de Esbon (en inglés: Esbon Township) es un municipio ubicado en el condado de Jewell en el estado estadounidense de Kansas. En el año 2010 tenía una población de 155 habitantes y una densidad poblacional de 1,67 personas por km².

## Geografía
El municipio de Esbon se encuentra ubicado en las coordenadas 39°46′37″N 98°26′30″O / 39.77694, -98.44167. Según la Oficina del Censo de los Estados Unidos, el municipio tiene una superficie total de 92.8 km², de la cual 92,72 km² corresponden a tierra firme y (0,08 %) 0,08 km² es agua.

## Demografía
Según el censo de 2010, había 155 personas residiendo en el municipio de Esbon. La densidad de población era de 1,67 hab./km². De los 155 habitantes, el municipio de Esbon estaba compuesto por el 94,84 % blancos, el 0,65 % eran afroamericanos, el 1,94 % eran amerindios y el 2,58 % eran de una mezcla de razas. Del total de la población el 0,65 % eran hispanos o latinos de cualquier raza.